# Guapira combretiflora
Guapira combretiflora är en underblomsväxtart som först beskrevs av Carl Friedrich Philipp von Martius och Johann Anton Schmidt, och fick sitt nu gällande namn av Cyrus Longworth Lundell. Guapira combretiflora ingår i släktet Guapira och familjen underblomsväxter. Inga underarter finns listade i Catalogue of Life.